# Ernesto Galán
Ernesto Galán Íñigo, né le 17 juin 1986 à Madrid en Espagne, est un footballeur espagnol. Il évolue au poste de défenseur.